# Ksenofont
Ksenofónt ali Ksenofón (starogrško Ξενοφῶν: Ksenofōn), antični grški pisec, po poreklu iz Aten, sodobnik dogodkov, ki jih opisuje v Helenski zgodovini (Ελληνικά), * okrog 430 pr. n. št., Atene, Grčija, † 354 pr. n. št., Antični Korint, Grčija.
Ksenofont je bil verjetno iz plemiške družine in je v mladosti spadal v širši krog Sokratovih učencev. Od svojega velikega učitelja je prevzel predvsem njegova praktična moralna sporočila. Ksenofontovo življenje je najbolj zaznamovala njegova naklonjenost do državne ureditve Šparte. Red, disciplina in kolektivni duh so mu pomenili več kot individualizem in svoboda atenske demokracije, ki so jo ambiciozni posamezniki in demagogi lahko zlorabili. Ravno v času Ksenofontovega odraščanja je atenska demokracija pretrpela poraz s Špartanci, kar je povzročilo državljansko vojno. 
V takšnih okoliščinah je moral Ksenofont zapustiti rodne Atene. Zaradi svojih nagnjenj do vojaškega poklica je s s svojim prijateljem Proksenom in mnogimi drugimi Grki odšel v vojsko Kira Mlajšega v Malo Azijo.
Kir Mlajši je z najemniško vojsko poskušal vreč s prestola brata Artakserksa II. Mnemona in je v bitki padel. Ksenofontu je uspelo odpeljati glavnino grške vojske (okrog 10.000 vojakov) skozi brezpotja sovražne Male Azije do morja, kjer jih je predal špartanskemu poveljniku Tibronu. Sam je ostal v službi v špartanski vojski, najprej pod Tibronovim in Derkilidovim poveljstvom, potem pa pod poveljstvom samega kralja Agesilaja. Kralju je kmalu postal zelo privržen in ga je spremljal na vseh vojaških pohodih. Z njim se je leta 394 pr. n. št. na špartanski strani udeležil bitke proti Atencem pri Koroneji, za kar je bil tudi formalno izgnan iz Aten. Mnogi sodobni raziskovalci ga imajo zaradi tega za izdajalca, vendar je v svoji domovini ljubil vse, razen njene družbene ureditve.
Špartanci so ga vzeli za svojega in mu kmalu dali na razpolago posestvo Skilunt v bližini Olimpije, na katerem je v družinskem krogu preživel sedemnajst mirnih in plodnih let. Ukvarjal se je s pisanjem, lovom, konji in hišnimi opravili. Ko sta se zaradi nevarnosti pred Tebami Atene in Šparta zbližali in sklenili zvezo, so Ksenofontu leta 369 pr. n. št. kazen preklicali. Za tem je nekaj časa živel v Atenah, kjer je verjetno dopolnil in dokončal svojo Zgodovino. Svoja sinova je dal v atensko vojsko, eden od njiju je padel v bitki pri Mantineji. 
Ksenofont je verjetno umrl v Antičnem Korintu okrog leta 354 pr. n. št.

## Književna dela
Ksenofontov nemiren duh, radovednost in zanimanje za mnoga področja so se odrazili tudi v njegovih delih. Njegova življenjska načela so bila popolnoma jasna: zdravo in enostavno življenje, fizična aktivnost, poštenje in pobožnost, delo in disciplina. Zanj je bil idealen vojaški poklic, ker oblikuje in krepi telo in duha. Po teh načelih je živel sam in jih je priporočal tudi drugim. 
Osrednja osebnost v več Ksenofontovih spisih je Sokrat. Ksenofont sicer ni imel smisla za filozofske špekulacije, vendar je Sokratu uspevalo, da je svoje učence vzpodbudil k razmišljanju in iskanju smeri razvoja, ki jim po značaju najbolj ustrezajo. Ksenofont je pri njem našel načela, ki jih je začel uporabljati že v mladosti, kasneje pa jih je tudi zapisal. Njegova filozofska dela niso filozofska v pravem pomenu besede, prav tako kot ni popolna slika Sokrata, ki nam jo je zapustil. Njegova slika prikazuje samo eno stran Sokratove osebnosti, ki pa je zelo dragocena, ker bi sices ostala neznana. Zaradi svoje praktične modrosti je Ksenofont napisal dela, ki so Sokratovo filozofijo prenesla na široko javnost.
- Spomini na Sokrata (Άπομνημονεύματα) je odgovor na neohranjeno Sokratovo obtožbo (Κατηγορία Σωκράτους), ki jo je napisal Polikrat. V njigi so na enostaven način prikazani Sokratovi razgovori z ljudmi pa atenskih ulicah. V Sokratovi obrambi (Απολογία Σωκράτους) prikazuje obnašanje svojega učitelja pred sodiščem in pojasnjuje, zakaj se Sokrat ni branil uspešno.

- Pojedina (Συμπόσιον) je opis ene od zabav v hiši Atenca Kalija leta 422 pr. n. št. na kateri sta bila tudi Sokrat in Ksenofont. Delo ni opis resničnega dogodka, ker je imel Ksenofont takrat šele osem let. Opisani so pogovori med gosti in Sokratov je govor o ljubezni.

- V poučnem spisu O ekonomiji (Οικονομικός) daje nasvete o kmetijstvu in vodenju gospodarstva kar sam Sokrat, ki se temi stvarmi sploh ni ukvarjal in nikoli ni šel iz Aten. V njegovem liku zato prepoznamo Ksenofonta samega, njegovo ljubezen do narave in izkušnje, ki jih je dobil na posestvu v Skiluntu. Ena od zanimivosti tega dela je razgovor z gospodarjem posestva Isomahom o idealni gospodinji in njenih dolžnostih na tako velikem posestvu. Isomah meni, da je najboljše tisto, kar je naredil on sam: za ženo je vzel petnajstletno deklico, jo naučil, da ga spoštuje in uboga in jo naučil še vsega drugega, kar je bilo po njegovem mnenju potrebno. Postala je popolna gospodinja, ki je obvladovala gospodinjstvo, služinčad in posestvo. Bila je duša cele hiše, kot »matica v panju«, kot je sam rekel. Iz dela lahko izluščimo pomembna spoznanja o položaju helenističnih žensk v družbi, o čemer je sicer zelo malo podatkov. Zanje se ve samo to, da v javnem življenju niso sodelovale in da tudi doma niso imele prav velikih pravic. Ksenofontov opis lepo dopolnjuje našo predstavo o grški ženski.

- Med spise s poučno vsebino spadajo kratka dela O Hiparhu (Hiparh z Rodosa, Ίππαρχικός), kjer deli nasvete poveljniku konjenice, O jahanju (Περί ιππικής) in O lovu (Κυνηγετικός), področjih, ki jih je imel za dobra in koristna za razvijanje značaja in vzdrževanje zdravega telesa.

- Najpomembnejša so verjetno Ksenofontova politično-zgodovinska dela. V Kirovi anabazi (Κύρου άνάβασις) opisuje odhod Helenov na vojni pohod Kira Mlajšega, katerega je zelo vzljubil in menil, da bi lahko spremenil tok zgodovine, njegovo smrt in mučen povratek Grkov. V opisu je spretno in primerno visoko umestil tudi svojo vlogo na tem pohodu. Delo je polno živih prizorov, etnografskih podatkov in vojaških podrobnosti, zato je bilo priljubljeno branje tako v antiki kot v današnjem času.

- V manjšem delu Agesilaj (Αγησίλαος) opeva tega špartanskega kralja in hvali vse njegove vojne pohode, katerih pomen je seveda močno pretiran

- Kirova vzgoja (Kiropedija, Κύρου παιδεία ) je nekakšen zgodovinski roman o ustanovitelju perzijske dinastije iz 6. stoletja pr. n. št. Ksenofont v tem delu hvali prezijski način vzgajanja otrok, ker razvija lastnosti, ki so potrebne dobremu vojaku in vladarju. Perzijcem priznava, toda samo tistim s prefinjenim in šolanim duhom, sposobnost dojemanja helenske kulture. Takšno stališče v Antični Grčiji ni bilo običajno, zato se Ksenofont ža v samem delu brani pred morebitnimi sumi v njegovo rodoljubje. Po drugi strani kritizira padadanje morale v tedanji Perziji, za kar krivi odstopanje od starih idealov. Kiropedija je imela velik vpliv na kasnejše pisce biografij slavnih vladarjev.

- Za poznavanje špartanske družbene ureditve je pomemben spis Špartanska ustava (Λακεδαιμονίων πολιτεία), v kateri poveličuje Likurgove zakone, na podlagi katerih je prišla Spatra do viška svoje moči. Po drugi strani opaža tudi slabe strani špartanske politike, kar pripisuje odstopanju od teh zakonov.

- V delu Sredstva ali O prihodkih (Περί πόρων), ki je verjetno njegovo zadnje delo, preučuje možnosti za izboljšanje atenskega gospodarstva in povečanje državnih prihodkov v krizi okrog leta 355 pr. n. št.

- Heron ali Tiran (Ιερών) je zmišljen pogovor pesnika Simonida s sirakuškim tiranom Heronom o pomembnosti upravljanja države in obveznosti vladarja, da skrbi za splošno dobro podanikov.

- V skupino politično zgodovinskih del spada Helenska zgodovina (Ελληνικά), ki je bila že v antiki razdeljena na sedem knjig. Prvi dve knjigi, kot pravi tudi sam, sta nadaljevanje opisa peloponeške vojne od mesta, kjer se je končal Tukididov opis. Knjigi sta pisani v zadržanem Tukididovem slogu, ki je strog, zgoščen, brez dialogov, vendar z vstavljenimi citati glavnih osebnosti. Ohranjena je tudi Tukididova kronologija: dogodki niso navedeni po koledarskih letih, ampak po letnih obdobjih: poletnih, v katerih so vojaške operacije bile, in zimskih, v katerih operacij praviloma ni bilo.

Ksenofont je za prvi dve knjigi verjetno uporabil gradivo, ki ga je zbral Tukidid. Obstoja celo trditev, ki pa ni sprejemnljiva, da sta ti dve knjigi Tukididovo delo in jih je Ksenofont samo dodelal. O času njunega nastanka obstojata dve trditvi: po prvi trditvi (D.J. Mosley) sta bili napisani konec 5. stoletja pr. n. št. v Atenah, po drugi trditvi (tudi D.J. Mosley) pa sta bili napisani kasneje, v šestdesetih letih 4. stoletja pr. n. št. po Ksenofontovi vrnitvi v Atene. 
Raziskovalci so v nadaljevanju Zgodovine odkrili vstavek, ki sestavlja tretjo in večji del četrte knjige (III 1 — IV 8, 1). Vstavek govori o vojskovanju v Perziji in je pravi »ksenofontovski«. Pisan je široko, z opisi, digresijami in dialogi, kar naredi pripoved naravno in živo. Ker se je Ksenofont sam udeležil teh vojn, je v knjigo vključil svoje spomine na dogodke in udeležence, med katerimi so bili Tibron, Derkilid in kralj Agezilaj. M. Sordi meni, da je bil ta del napisan prej in neodvisno od drugih knjig in je bil v Zgodovino vstavljen med njenim pisanjem. Mosley, ki zagovarja mnenje, da je bila Zgodovina napisana zaporedoma, pravi, da je vstavek III, 1 — IV 8, 1 nastal med Ksenofontovim bivanjem v Skiluntu okrog leta 379 pr. n. št.
Zadnje tri knjige govorijo o zapletenem obdobju medsebojnih bojev grških mestnih držav in pomembnih sprememb v Heladi. Ker je Ksenofont od tretje knjige naprej opustil prikazovanje dogodkov po Tukididovi kronologiji zima-poletje in ni začel pisati po neki novi kronološki metodi, je dogodke težko slediti. V načinu pisanje je spet opazen Tukididov vpliv, toda manj kot v prvih dveh knjigah. Zadnje knjige so bile napisane v piščevi visoki starosti, zato se občuti padec kakovosti in nedodelanost besedila.

## Ksenofontov odnos do pisanja zgodovine
Ksenofont je imel pisanje zgodovine za odgovorno nalogo. Njegova merila se seveda močno razlikujejo od današnjih, ker piše lahkotno in mnogo, zato so ga že v antiki imeli bolj za filozofa kot za zgodovinarja. 
Herodot, ki je bil pol stoletja starejši, je napisal delo, ki je nekakšen prehod od etnologije in geografije k pravi zgodovini in je na mnogo višjem intelektualnem nivoju kot Ksenofontova Zgodovina. 
Tukidid, malo starejši Ksenofontov sodobnik, si je pri pisanju Peloponeške vojne (Θουκιδίδου Συγγραφή) postavil vzvišen cilj, da bo spoznal, ugotovil in pojasnil resnico, jo umetniško in objektivno prikazal in jo kot poduk prenesel na potomce. Zaradi svojih mnogoterih sposobnosti je napisal pravo znanstveno delo, ki ga antično in srednjeveško zgodovinopisje ni preraslo. Ksenofontove zasluge so vsekakor manjše od Herodotovih, toda njegova Helenika je še vedno klasično delo, ne samo zaradi časa nastanka in obdobja, ki ga opisuje, ampak tudi po svoji zasnovi. Ksenofontu je uspelo zelo obsežno gradivo z množico dogodkov na obširnem ozemlju strniti v homogeno celoto.
Ksenofont ne navaja virov svojih informacij. Nekaterih dogodkov se je sam udeležil, za druge pa je izvedel iz ustnih virov in pisnih dokumentov. V vzroke dogodkov se ne spušča in jih ne pojasnjuje, ali pa jih pojasnjuje zelo poenostavljeno in pri tem zanemarja vpliv družbenih in ekonomskih dejavnikov. Tukidid je te vplive dobro poznal in jih tudi upošteval. Ksenofont je pisal predvsem o dogodkih, ki so zanimali njega samega in se jih je pogosto tudi sam udeležil, ali o dogodkih, za katere je dobil informacije na lahek način. V njegovem delu ima zato glavno vlogo Šparta (Lakedemon). 
Da bi ohranil ugled Šparte, nekatere dogodke obarva prošpartansko ali pa jih kar zamolči. V prikazovanju splošnega grškega premirja iz leta 386 pr. n. št. ki je bilo sklenjeno na pobudo Šparte in perzijskega kralja in je bilo v Grčiji sprejeto kot narodna sramota, pisec ne izraža niti svojega osebnega nezadovoljstva niti, kar je še slabše, nezadovoljstva grških mestnih držav. Delno zaradi pristranskosti delno zaradi površnega dojemanja svoje naloge Ksenofont ne daje dovolj prostora in prave ocene posameznim dogodkom in osebnostim. Tako, na primer, v tretji in četrti knjigi, podrobno opisuje Agiselajeve vojaške operacije. V sedmi knjigi dobijo preveč prostora dogodki okrog nepomemnega polisa Flijunta samo zaradi njegove lojalnosti do Šparte in zaradi tega, ker je bil Ksenofont takrat v bližnjem Korintu in je bil o dogodkih dobro obveščen. Močno poveličuje tudi »Bitko brez solza«, v kateri so Špartanci brez izgub premagali Arkadijce. Nekatere drobne spopade opisuje enako podrobno kot bitke z daljnosežnimi posledicami, kar lahko bralca zavede pri oceni resničnega pomena dogodkov.
Največja Ksenofontova slabost je prikrivanje nekaterih dogodkov, kot da se sploh niso zgodili, kar povzroča velike težave pri rekonstruiranju helenske zgodovine prve polovice 4. stoletja pr. n. št. Zamolčal je, na primer, sklenitev Druge atenske pomorske zveze, ki je imela meddržaven pomen, in ustanovitev Mesene in Megalopola, glavnega mesta novo nastale Arkadske zveze, o čemer bi moral pisati. Podobno je s pomembnimi osebnostmi. Pelopida sploh ne omenja kot tebanskega državnika, ampak kot člana grške delegacije, ki je šla k perzijskemu kralju. Omenja ga mimogrede in samo enkrat, pa še takrat v slabi luči. O Epaminondu, največjemu vojskovodju in državniku tiste dobe, prav tako Tebancu, spregovori šele na koncu svoje Zgodovine v opisu bitke pri Mantineji, v kateri je padel. 
V Ksenofontovem pisanju kmalu opazimo njegovo neobjektivnost, toda to se je dogajalo tudi drugim znanim antičnim piscem. Ksenofontu se je kljub temu nekajkrat uspelo dvigniti nad to svojo pomanjkljivost in priznati zasluge in pogum sovražniku, posamezniku ali sovražnemu mestu. Takšen primer sta atenska vojskovodja Trasibul in Ifikrat. Nekaj pozitivnih lastnosti je priznal celo svojemu rodnemu mestu Atenam. Svoje nestrpnosti do Teb nikakor ni mogel prikriti, treba pa mu je priznati, da je kljub svoji naklonjenosti kritiziral tudi Špartance: osvoboditev tebanske akropole, ki so jo Špartanci zavzeli s prevaro, ima za zasluženo božjo kazen. 
Helenska zgodovina je kljub pomanjkljivostim najpopolnejši in najpomembnejši vir podatkov za zapleteno obdobje prve polovice 4. stoletja pr. n. št. Če na Zgodovino gledamo širše, kot na zrcalo nekega časa in književno delo, je njen pomembnost še večja. Ohranila nam je avtentično vzdušje tistega časa, žive podobe Grkov in Perzijcev ter njihov način razmišljanja in odnos do življenja. Ugoden vtis naredijo tudi naravni in enostavni dialogi in prikazi dogodkov. Privlačen je na primer prizor, v katerem poskuša Agesilaj zaradi lastnih interesov poročiti novega špartanskega zaveznika, mladega paflagonskega vladarja Otisa, s hčerko svojega drugega zaveznika Spitridata. Še bolj živ je prizor, v katerem Spartanec Derkilid domiselno izigrava Farnabazovega vazala Midija in od njega dobi zaklade in mesta, ki jih je pred tem zasedel na nepravičen način. 
Ksenofont je imel poseben dar za opisovanje bitk, ki ga mnogi antični pisci niso imeli. Po poklicu je bil vojak, zato je vse bitke opisal s posebno pozornostjo. Med opisi še posebno izstopata opisa bitk pri Nemeji in Koroneji. Ksenofont je znal izraziti tudi psihološko dramatičnost izjemnih okoliščin, kakršne so bile na primer sojenje atenskim strategom, zmagovalcem bitke pri Arguinskih otokih, ali nepopustljiva Kalijeva akcija, ki je pripeljala do Teramenove aretacije in obsodbe na smrt. 
Naslednja odlika našega pisca, ki je pomembna za razumevanje značajev in političnih odnosov, so govori. Govori se dogajajo ob različnih priložnostih, govorniki pa so delegati, vojaški poveljniki in politiki. Ksenofont je govore sestavljal sam, pri čemer je upošteval, za katero osebo in kakšno priložnost gre. 
Ksenofontova dela, predvsem zgodovinska, so se že v njegovem obdobju veliko čitala. Zaradi lepega jezika je postal šolski pisec, največjo priljubljenost pa je doživel kot sokratovec v Epikurjevi filozofski šoli. Kiropedija, ki je bila v antiki njegovo najbolj priljubljeno delo, je postala vzorec, po katerem so številni manj znani pisci pisali vladarske življenjepise. Njegova dela so bila pozana tudi v Rimu, za kar je imel velike zasluge Ciceron, ki je na latinski jezik prevedel spis O ekonomiji. V 2. stoletju po Kristusu, v času cesarja Hadrijana, ki je bil ljubitelj helenske kulture, je zanimanje za njegova dela spet naraslo. V tem času je spet postal cenjen čist slog in po Ksenofontu sta se zgledovala ugledna zgodovinarja Apijani in Arijan.